# Cave du Château
La Cave du Château est un réseau de galeries souterraines situé à Chênehutte-Trèves-Cunault, dans le département français de Maine-et-Loire, et classé site Natura 2000 comme site d'intérêt communautaire (SIC)  et Zone naturelle d'intérêt écologique, faunistique et floristique (ZNIEFF) en raison de sa population de chauves-souris.

## Statut
Le site est classé Natura 2000 sous le numéro no FR5200636 et ZNIEFF sous le numéro no 520015300.

## Description
La Cave du Château est une ancienne carrière souterraine de tuffeau et ancienne champignonnière, très partiellement utilisée aujourd'hui comme cave à vin.

## Faune
La Cave du Château est considérée comme un site important en Maine-et-Loire pour l'hibernation des chauves-souris.
Elle héberge au total une demi-douzaine d'espèces différentes, dont notamment une population faible de Grand rhinolophe, de Barbastelle d'Europe, de Grand murin, de Petit rhinolophe et de Vespertilion à oreilles échancrées.